# セントラルスクゥエア
セントラルスクゥエア（Central Square）は、長野県長野市問御所町にある公園。同市中心市街地の中央通り（善光寺表参道）沿いに立地し、長野オリンピックの表彰式会場として使用された。

## 概要
1998年長野オリンピックの際に、屋外競技・大会後半に日本人選手がメダルを獲得した屋内競技の表彰式会場として使われた施設で、大会後は長らく駐車場（休日にはイベント会場）として活用されてきたが、五輪の記憶を引き継ぎながら街歩きの拠点として生かすため、2012年（平成24年）には一部が表参道長野オリンピックメモリアルパークとして再整備され、2020年（令和2年）には残りの部分も都市公園セントラルスクゥエアとして再整備された。
公園部分には噴水・大型遊具・屋外ステージ等のほか、公衆便所・多目的スペース（平常時は駐車場・イベント時はシャトルバス乗降場等に活用）を備え、中心市街地の良好な都市景観や市民活動、観光の拠点を提供する。表参道長野オリンピックメモリアルパークにはミニ聖火台や表彰台があり、長野オリンピック記念施設としての性格も持つ。

## 沿革

### 長野五輪の表彰式会場
セントラルスクゥエアの所在地には、かつて大型店「ヴィナス長野店」が存在したが、同店が1980年（昭和55年）に撤退した後は遊休地となっていた。1991年（平成3年）にはホテルの建設が計画されたが、実現には至らなかった。
1995年（平成7年）、長野市周辺の企業などで構成されるグループ「長野都市経営研究所」が母体となって、株式会社長野セントラル・スクゥエアが設立された。1996年（平成8年）、同社は八十二銀行・長野信用金庫など地元の金融機関から合わせて約9億円を借り入れ、ヴィナス跡地の一部を購入。隣接する借地とともに整備し「セントラルスクゥエア」とした。当初この施設は
- 広場（約1,500m2）
- ステージ（約220m2）
- 駐車場（45台分収容）

という構成であり、1997年（平成9年）には広場に輸入雑貨店、アイスクリーム店などの店舗も期間限定で設けられた。
1998年（平成10年）1月5日-2月28日の間、同施設は長野オリンピック組織委員会（NAOC）へ無償で貸与され、表彰式会場として使われた。

### 駐車場として活用
大会終了後、広場部分は有料駐車場（152台）となり、ステージ部分は長野市に寄付されることとなった。1999年（平成11年）、長野セントラル・スクゥエアが限定生産のピンバッジを販売し、その売上金約5百万円によって壁面に写真パネルが設置された。
その後、飲酒運転の罰則強化が一因となって駐車場利用者が減少し、同社は借入金の元金返済が進まなくなった。2004年（平成16年）になっても同社は769百万円の借入金を抱えていたが
- 資本金を240百万円から12百万円へ減らして外形標準課税の適用を避け
- 所有していた土地を売却して借入金を圧縮し
- 金融機関からは返済期間長期化などの支援を受け

存続することとなった。

### 都市公園「セントラルスクゥエア」としての再整備
駐車場を囲んでいた表彰式ステージ（もともと仮設であった）が老朽化により撤去されることとなり、五輪の記憶を残すべく、2012年（平成24年）に中央通りに面した230m2が表参道長野オリンピックメモリアルパークとして再整備され、4月11日に竣工セレモニーが挙行された。
その後、残る駐車場部分についても公園として整備する機運が高まり、2017年（平成29年）度より「（仮称）まちなか広場」として再整備事業が始まった。この再整備にあたっては、株式会社長野セントラル・スクゥエアと長野市との間で土地使用権の交換が行われ、長野セントラル・スクゥエア側は当施設の用地4,800m2を公園用地として長野市に貸借し、長野市側は固定資産評価額および売上額がほぼ同一の長野駅周辺市営駐車場3か所（長野市土地開発公社所有も含む）を長野セントラル・スクゥエアに貸借した。
2020年（令和2年）4月29日に開園予定であったが、新型コロナウイルス感染症の流行の影響で5月7日に延期となり、開園に際したイベント等は開催されなかった。なお、整備事業名は「まちなか広場」であったが、開園にあたり従前どおり「セントラルスクゥエア」と名付けられた。同時に公園の施設管理業務を、長野市が「一般社団法人ながの表参道セントラルシティ」に委託した。

## 施設
- セントラルスクゥエア
  - ステージ
  - 噴水
  - 大型遊具
  - 水場（裏手を流れる中沢川に降りられる）
  - 休憩デッキ
  - 公衆トイレ
    - 喫煙所
    - 情報発信スペース

  - 多目的スペース
    - 平常時は駐車場（21台）

  - 駐輪場
- 表参道長野オリンピックメモリアルパーク

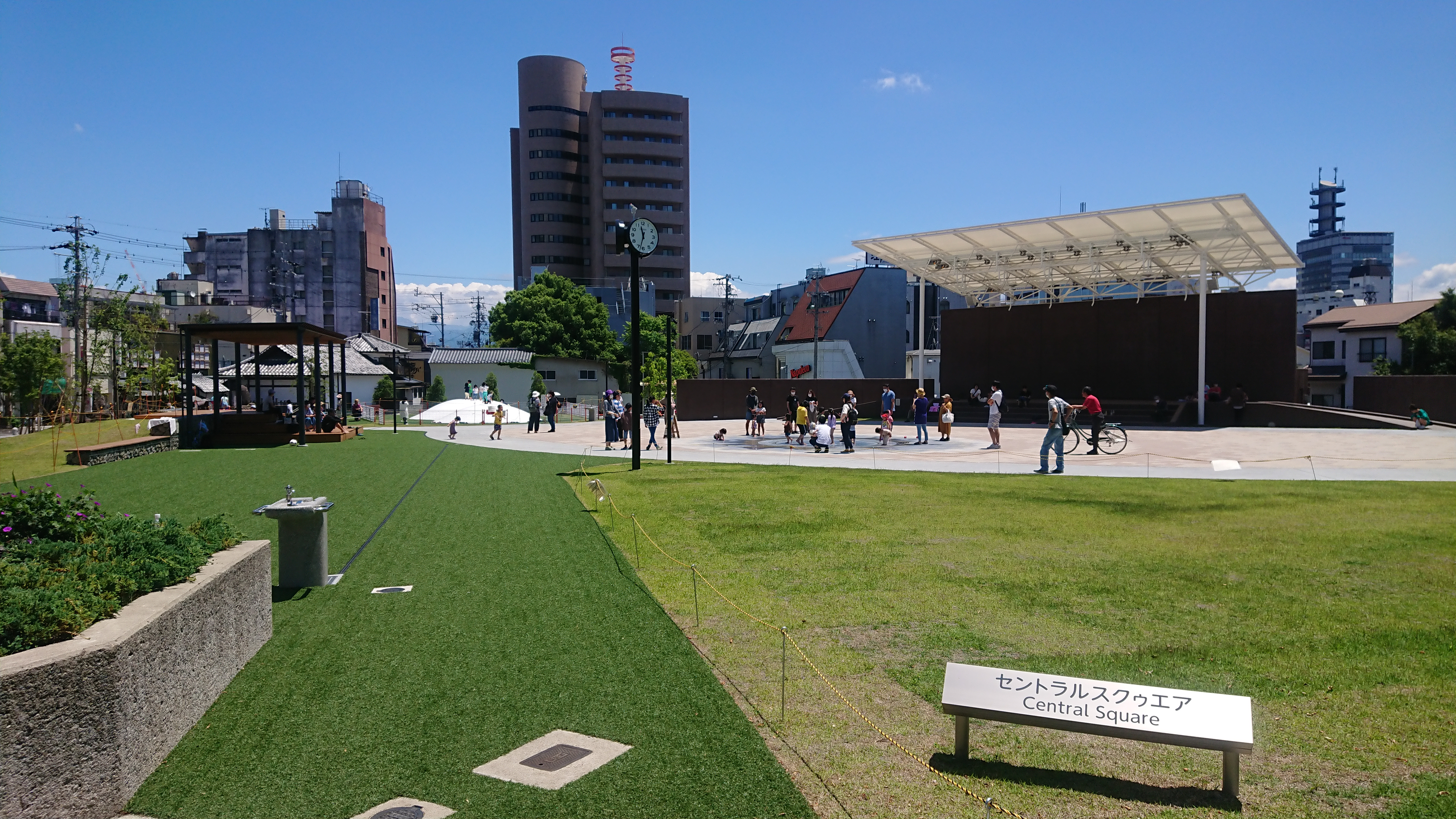
子供連れで賑わうステージ・噴水（写真右）、休憩デッキ（写真左）、大型遊具（写真奥）

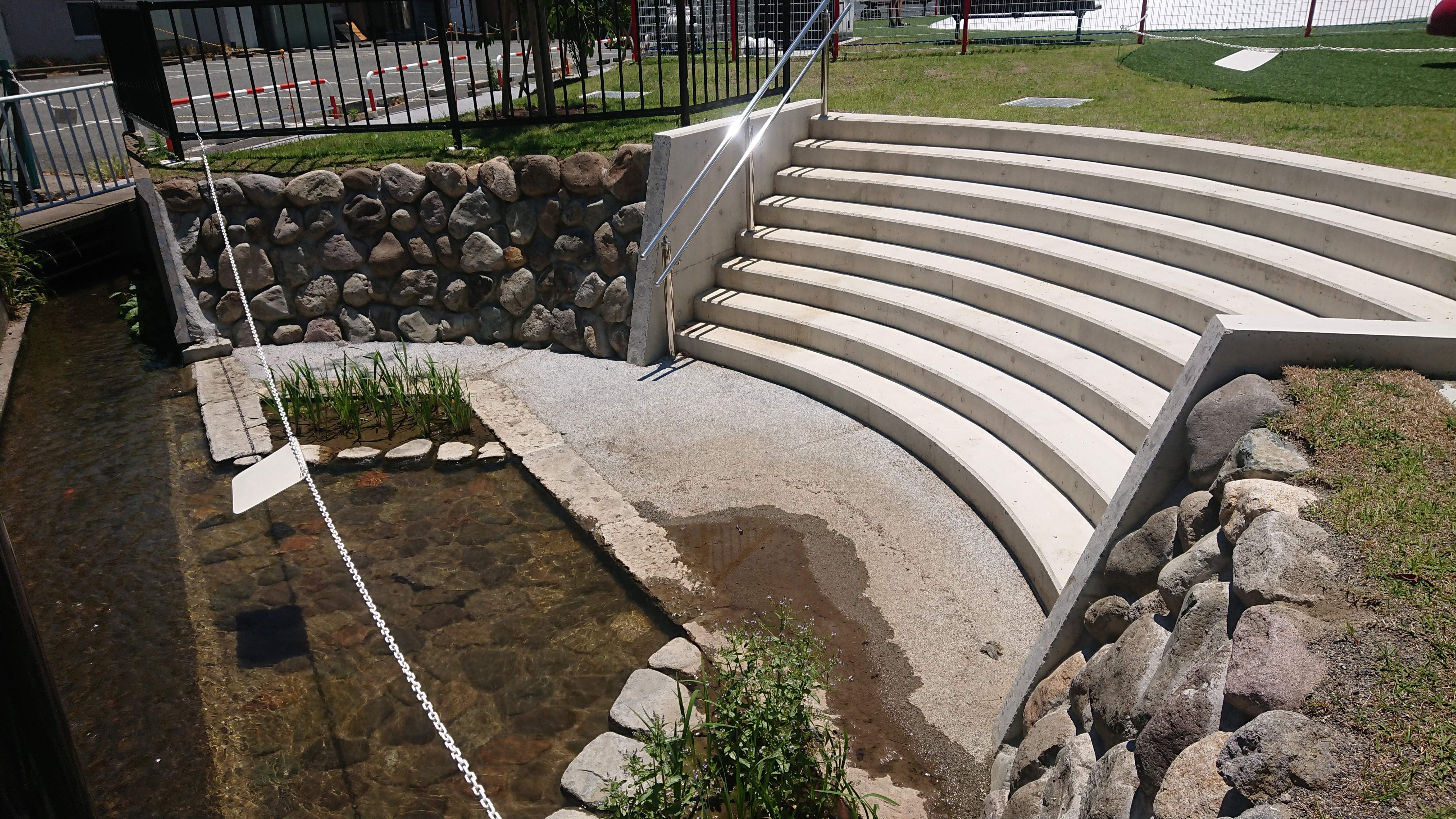
中沢川に降りられる水場

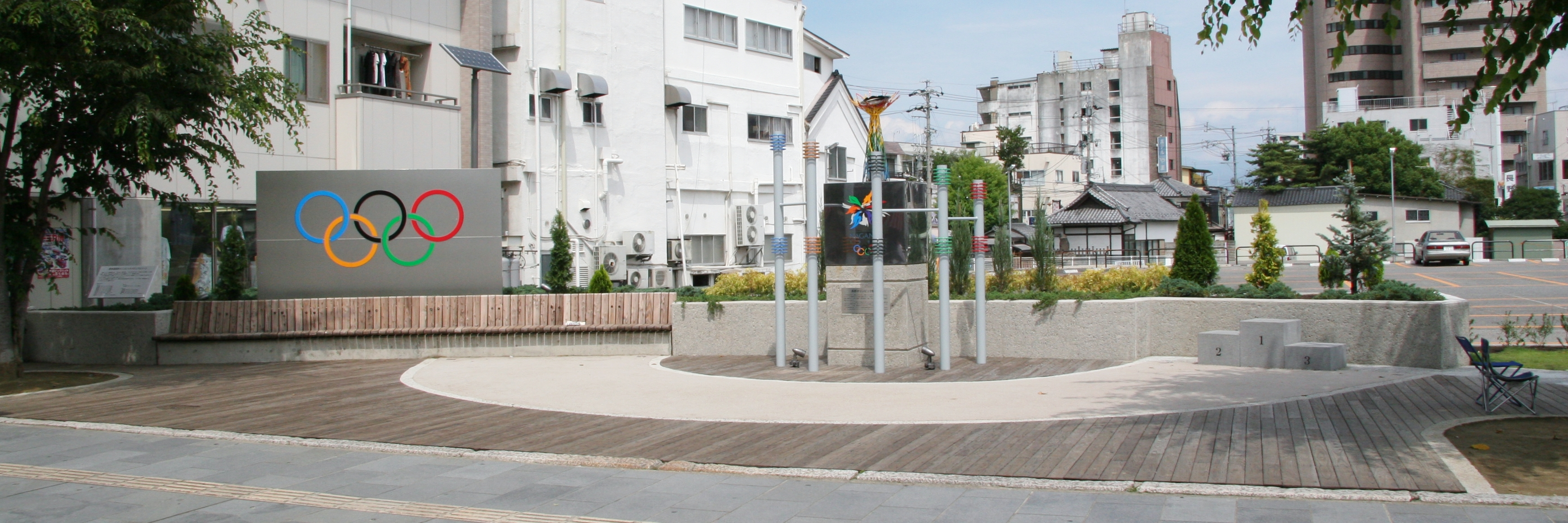
表参道長野オリンピックメモリアルパーク（当時背後は駐車場）

  - 五輪マーク（表彰式のステージに設置されていたもの）
  - ミニ聖火台
  - ミニ表彰台

## 交通
- JR・長野電鉄長野駅善光寺口からアルピコ交通（川中島バス）10・11・16・17系統「セントラルスクゥエア」下車
- 長野電鉄権堂駅から徒歩10分